# Груб ам Форст
Груб ам Форст (њем. Grub am Forst) општина је у њемачкој савезној држави Баварска. Једно је од 17 општинских средишта округа Кобург. Према процјени из 2010. у општини је живјело 3.078 становника. Посједује регионалну шифру (AGS) 9473134.

## Географски и демографски подаци
Груб ам Форст се налази у савезној држави Баварска у округу Кобург. Општина се налази на надморској висини од 300 метара. Површина општине износи 12,0 km². У самом мјесту је, према процјени из 2010. године, живјело 3.078 становника. Просјечна густина становништва износи 257 становника/km².